# Tipula sphaerostyla
Tipula sphaerostyla är en tvåvingeart som beskrevs av Alexander 1966. Tipula sphaerostyla ingår i släktet Tipula och familjen storharkrankar. Inga underarter finns listade i Catalogue of Life.